# بندر خيران
بندر خيران ، أحد المحميات الطبيعية بسلطنة عمان ، موقع شائع لممارسة الغطس وركوب القوارب والرياضيات المائية الأخرى بالإضافة إلى التخييم وهو مكون من خلجان كونها المد والجزر وخلجان مخفية أخرى تنمو بها أشجار المانجروف النادرة. كما أن بها شعاب مرجانية ، وعندما ينحسر المد تظهر مساحات من الرمال والطمي والشقوق الصخرية، كما أن بها تنوع مدهش من حياة الطيور وبها مدقات للسير.